# パジェント
パジェント（英語: pageant、英語発音: [ˈpædʒənt]）は、歴史・伝説・宗教等をモチーフとし、華麗な衣装を着けての行進（儀式等の意味を持つ行進）、野外演劇、華麗・壮観な出し物を見せる展示会等を言う。
ページェントと表記されることも多いが、パジェントあるいはパジャントの方が原音に近い。

## 衣装を着けての行進

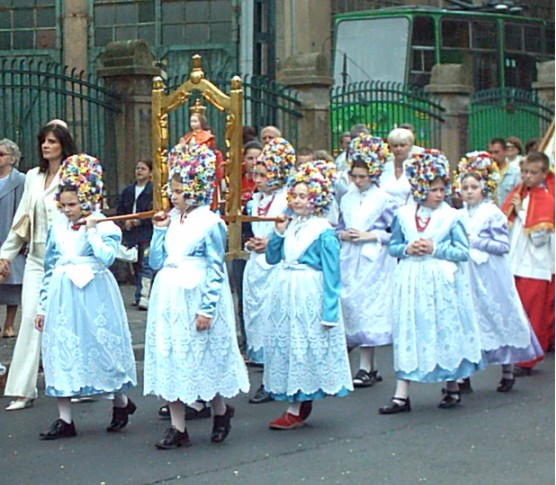
宗教的パジェントの例（ポーランド・ポズナン）

歴史・伝説・宗教をモチーフにして、華麗な衣装を着て野外で行う行進（→procession）を指す。

## 演劇

### 中世のパジェント
中世ヨーロッパでは神秘劇や、道徳劇などの民衆劇の際、飾り立てた山車をだすことがあり、それをパジェントと呼ぶこともあった。

### 20世紀のパジェント
20世紀初頭、イギリスの劇作家ルイス・ナポレオン・パーカー(Louis Napoleon Parker)が、パジェントという語を使い歴史野外劇を作成。
イギリスのみならず、アメリカ、カナダ、南アフリカなど、英語圏の国々に普及させた。この期のパジェントを、モダン・パジェント、あるいはパーカリアン・パジェントと呼ぶ。

#### モダン・パジェントの特性
アマチュア演劇ブームにのり、基本的にはアマチュアだけで行われる演劇であり、行われる都市の歴史をローマ時代から17世紀ほどまでにわたって描いたものが、初期のモダン・パジェントの主流である。第一次世界大戦後は、19世紀ほどまでカバーすることも増えた。
内容は民族主義的なものが多く、帝国主義的な要素も多分に見られる。

#### モダン・パジェントの推奨者
モダン・パジェントは多くの著名な文化人によって作られた。主な執筆者にアーサー・キラークーチなどを上げることができる。

### 日本のパジェント
1920年代、坪内逍遥が、パジェントを日本に根付かせようとした。いきさつは坪内の『我がページェント劇』に詳しい。『熱海町のページェント』などを執筆したが、イギリスやアメリカでの大成功には及ばなかった。